# Cosmódromo de Plesetsk

Grande emblema do Cosmódromo de Plesetsk

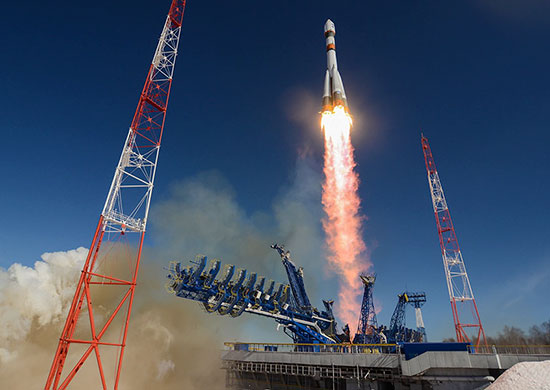
Plesetsk de 2016

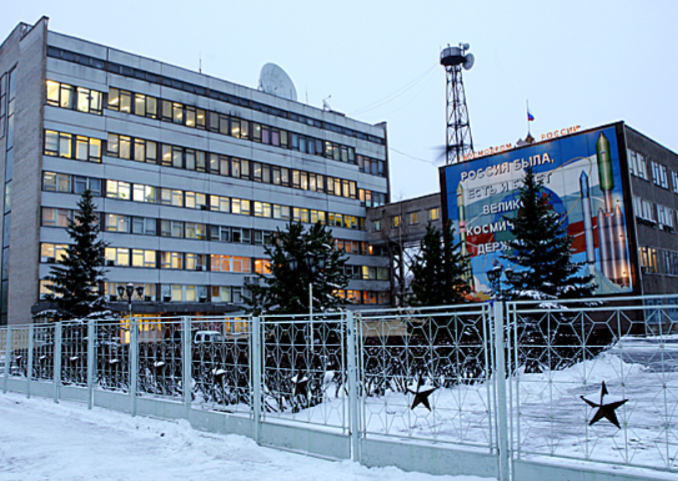
Edifícios administrativos no cosmódromo

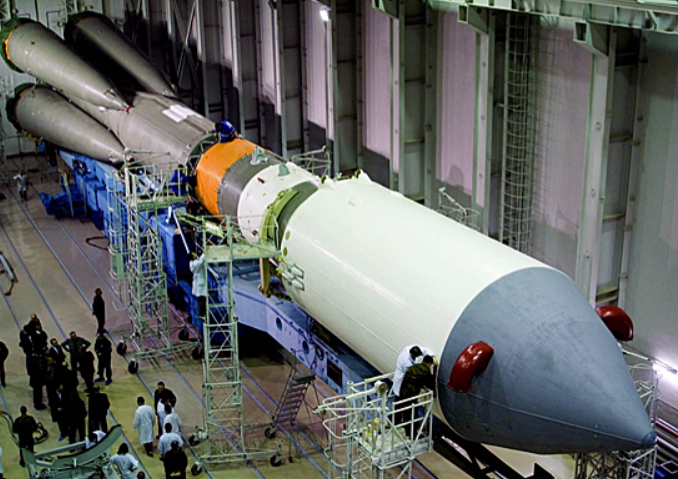
No edifício de montagem e teste do cosmódromo

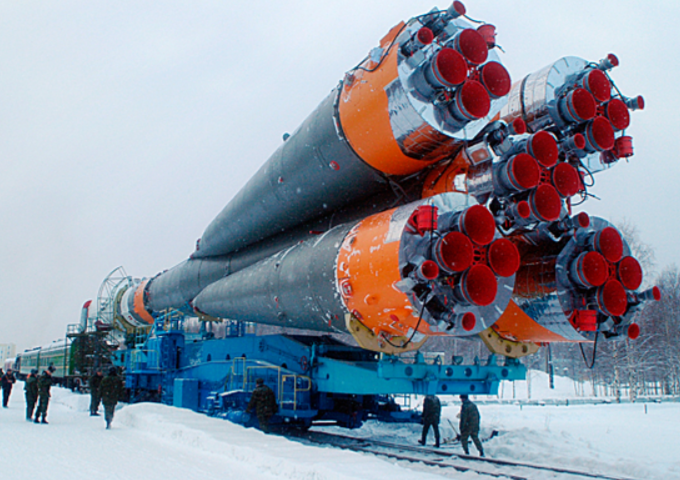
Transportando o veículo de lançamento para a plataforma de lançamento

O Cosmódromo de Plesetsk é uma base espacial da Rússia, localizada no Óblast de Arkhangelsk, cerca de 800 km ao norte de Moscou e ao sul de Arkhangelsk.
Foi originalmente desenvolvida pela URSS como campo para lançamento de mísseis balísticos inter-continentais. A construção começou em 1957 e a base foi declarada operacional para foguetes R-7 em dezembro de 1959. Uma estrada de ferro ia até as instalações de Plesetsk no Oblast de Arkhangelsk, a qual era essencial para o transporte de componentes dos mísseis. Uma nova torre de lançamento foi batizada com o nome de Mirny, que em russo significa "pacífico". Até 1997, mais de 1500 lançamentos ao espaço tinham sido feitos desta base, mais que em qualquer outra base de lançamento do mundo, isto, apesar de o número de lançamentos ter diminuído significativamente após o término da União Soviética
A existência do Cosmódromo de Plesetsk foi originalmente mantida secreta, mas foi descoberta pelo professor de física britânico, Geoffrey Perry e seus estudantes, que analisaram cuidadosamente a órbita do satélite Kosmos 112 em 1966 e concluíram que ele não tinha sido lançado do Cosmódromo de Baikonur. Depois do fim da Guerra Fria soube-se que a CIA tinha começado a suspeitar da existência de uma base de lançamento de mísseis balísticos inter-continentais em Plesetsk no final dos anos de 1950. A URSS nunca admitiu a existência do Cosmódromo de Plesetsk até 1983.
Plesetsk é usado especialmente para lançamento de satélites militares em órbitas polares ou de alta inclinação, pois as terras ao redor da base são desabitadas. A base está situada em uma região de taiga, ou um terreno plano com uma floresta boreal de coníferas. Plesetsk pode ser comparada à Base da Força Aérea de Vandenberg dos Estados Unidos, na Califórnia.
O uso do cosmódromo provavelmente aumentará no futuro por razões de segurança nas operações do Cosmódromo de Baikonur no agora independente Cazaquistão, o qual exige o pagamento de aluguel por seu uso continuado. Plesetsk não está situado em uma posição ideal para lançamento de satélites em órbitas geoestacionárias ou de baixas inclinação por causa de sua alta latitude (quando comparada com o Centro Espacial John F. Kennedy posicionado em 20 graus de latitude norte, ou o Centro Espacial de Kourou na Guiana Francesa, a base do ESA, a qual está a 5 graus norte). Apesar disso, o novo foguete totalmente russo Angara foi projetado para ser lançado primariamente de Plesetsk quando ele voltar a entrar em serviço.
Atualmente, os veículos lançadores Soyuz, Kosmos-3M, Rokot e Tsyklon são lançados do Cosmódromo de Plesetsk. Os pesados foguetes Proton e Zenit somente podem ser lançados de Baikonur. Em maio de 2007, um novo míssil balístico inter-continental, chamado RS-24 foi testado e lançado de Plesetsk, como se estivesse substituindo os mísseis RS-18s e RS-20s que eram a espinha dorsal do programa de mísseis da Rússia. Esses mísseis são conhecidos no ocidente como SS-19 Stiletto e SS-18 Satan.
O cosmódromo é servido pelo aeroporto de Plesetsk.

## Desastres

Imagens da NASA do incêndio de 20 e 21 de setembro de 2024 em Plesetsk

- Em 26 de junho de 1973 9 pessoas foram mortas por uma explosão do foguete Kosmos-3M, pronto para ser lançado.
- Em 18 de março de 1980 50 pessoas foram mortas por uma explosão do foguete Vostok-2M com um satélite Tselina, durante a operação de abastecimento de combustível.
- Em 15 de outubro de 2002 a Soyuz-U carregando o projeto Foton-M1 da ESA falhou durante o lançamento e explodiu, matando uma pessoa.
- Em 19 ou 20 de setembro de 2024, um teste de um RS-28 Sarmat falhou, provocando um incêndio e destruindo um silo de lançamento.[2][3][4]